# Ярова Лідія Захарівна
Лідія Захарівна Ярова (нар. 9 березня 1939, село Хлипнівка, тепер Звенигородського району Черкаської області) — українська радянська діячка, вчителька Ризинської середньої школи Звенигородського району Черкаської області. Депутат Верховної Ради УРСР 11-го скликання.

## Біографія
Народилася в селянській родині. Закінчила Уманське педагогічне училище Черкаської області.
З 1957 року — старша піонервожата, організатор позакласної роботи, вчитель молодших класів Ризинської середньої школи Звенигородського району Черкаської області.
Освіта вища. Закінчила заочно факультет початкових класів Вінницького державного педагогічного інституту імені Миколи Островського.
Потім — на пенсії в селі Ризине Звенигородського району Черкаської області.

## Нагороди
- орден Дружби народів
- медаль «За доблесну працю. В ознаменування 100-річчя з дня народження Володимира Ілліча Леніна» (1970)
- медалі
- заслужений вчитель України